# Арово
Арово (баш. Ар) — деревня в Чишминском районе Республики Башкортостан Российской Федерации. Центр Аровского сельсовета.

## География

### Географическое положение
Расстояние до:
- районного центра (Чишмы): 17 км,
- ближайшей ж/д станции (Юматово): 12 км.

## История
В «Списке населенных мест по сведениям 1870 года», изданном в 1877 году, населённый пункт упомянут как деревня Арова 1-го стана Уфимского уезда Уфимской губернии. Располагалась при речке Игинилге, по правую сторону почтового тракта из Уфы в Оренбург до правого берега реки Дёмы, в 29 верстах от уездного и губернского города Уфы и в 10 верстах от становой квартиры в деревне Берсюванбаш. В деревне, в 41 дворе жили 444 человека (222 мужчины и 222 женщины, татары, тептяри), были мечеть, училище, водяная мельница.

## Население
| 2002 | 2009 | 2010 |
| ---- | ---- | ---- |
| 626  | ↘620 | ↘594 |

Национальный состав
Согласно переписи 2002 года, преобладающая национальность — татары (85 %).
Согласно переписи 2020 года проживают татары, армяне.

## Религия
В селе есть мечеть.